# Bulbophyllum insolitum
Bulbophyllum insolitum là một loài phong lan thuộc chi Bulbophyllum.